# 11538 Brunico
11538 Brunico è un asteroide della fascia principale. Scoperto nel 1992, presenta un'orbita caratterizzata da un semiasse maggiore pari a 2,2949551 UA e da un'eccentricità di 0,1330799, inclinata di 6,75340° rispetto all'eclittica.
L'asteroide è dedicato all'omonima città italiana della provincia autonoma di Bolzano, in Trentino-Alto Adige.